# 1457
| 1457               |
| ------------------ |
| Dødsfald - Fødsler |
|                    |

| Gregoriansk kalender | 1457 MCDLVII            |
| Ab urbe condita      | 2210                    |
| Armensk kalender     | 906 ԹՎ ՋԶ               |
| Kinesiske kalender   | 4153 – 4154 丙子 – 丁丑 |
| Etiopisk kalender    | 1449 – 1450             |
| Jødisk kalender      | 5217 – 5218             |
| Hindukalendere       |                         |
| - Vikram Samvat      | 1512 – 1513             |
| - Shaka Samvat       | 1379 – 1380             |
| - Kali Yuga          | 4558 – 4559             |
| Iransk kalender      | 835 – 836               |
| Islamisk kalender    | 861 – 862               |

Konge i Danmark: Christian 1. 1448-1481
Se også 1457 (tal)

## Begivenheder
- Spillet golf nævnes første gang, da Kong Jakob 2. af Skotland erklærer, at fodbold og golf skulle bandlyses, og bueskydning skulle praktiseres i stedet
- 14. august - den ældste daterede trykte bog udkommer fra Johann Fust i Mainz. Bogen hedder "Psalterium Meguntium"